# Synagogenbezirk Schwedt
Der Synagogenbezirk Schwedt mit Sitz in Schwedt/Oder, einer Stadt im Landkreis Uckermark in Brandenburg, war ein Synagogenbezirk, der nach dem Preußischen Judengesetz von 1847 geschaffen wurde.
Dem  Synagogenbezirk gehörten die Juden in Schwedt/Oder, Heinersdorf und Vierraden an.